# Gran Oporto
El Gran Oporto (Grande Porto en portugués) es una subregión estadística portuguesa, parte de la Región Norte - No confundir con Área Metropolitana de Oporto que integra un territorio más amplio y con características de integración demográfica. De entre los municipios de Grande Porto, todos pertenecen al Distrito de Oporto excepto Espinho, que pertenece al de Aveiro. Limita al norte con el Cávado, al este con Ave y Támega, al sur con Entre Douro e Vouga y Baixo Vouga y al oeste con el océano Atlántico. Área: 817 km². Población (2008): 1 649 000 (est.)
Comprende 11 municipios:
- Espinho
- Gondomar
- Maia
- Matosinhos
- Oporto
- Póvoa de Varzim
- Valongo
- Vila do Conde
- Vila Nova de Gaia

Municipios que recientemente se añadieron a Gran Oporto:
- Trofa
- Santo Tirso.

Tanto Trofa como Santo Tirso dejaron de formar parte de la subregión Ave y se incluyen actualmente en el Gran Oporto y la Grande Área Metropolitana de Porto.
Todas las sedes municipales tienen categoría de ciudades. Otras ciudades en el Gran Oporto son: Río Tinto y Valbom (en el municipio de Gondomar), Ermesinde y Alfena (municipio de Valongo), Senhora da Hora y São Mamade de Infesta(municipio de Matosinhos).

## Aeropuerto principal
Aeropuerto de Oporto-Francisco Sá Carneiro (OPO).

## Puerto principal
Porto de Leixões, Matosinhos.